# マスタバ

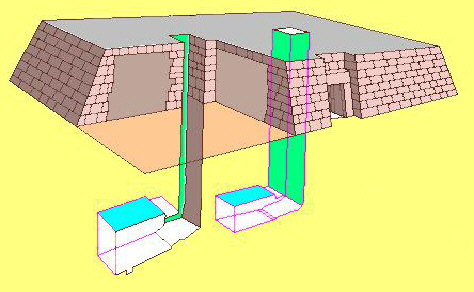
マスタバの基本的構造

マスタバ（英語: Mastaba）とは古代エジプトで建設された長方形の墓。エジプト先王朝時代末期頃からエジプト中王国時代頃にかけて建造され、古い時代の基本的な貴人の墓の形態であった。

## 概要
マスタバとはアラビア語でベンチを意味し、外見の類似からこの名で呼ばれるようになった。マスタバは主に日干しレンガを用いて建設された。長方形を基本とするプランで、大きなものは長さ60メートル、幅30メートル程度の規模を持つ場合もあった。外壁には凹凸がありメソポタミア地方の建設様式と関係があるかもしれない。内部には深い立て抗が作られ、その底に墓室が作られた。墓室の壁面は主に日常生活などを描いたレリーフで埋められた。
また一部のマスタバには付属して船用の囲いが建設されている。これは死者が旅をするときに使う船であると考えられる。王のマスタバの周囲には恐らくはその家臣と思われる人々の付随的な墓があるものも発見されている。
マスタバの建設様式は後のピラミッド建設にも影響を与えた。史上初のピラミッドとされるジェセル王の階段ピラミッドは元々一辺63メートル、高さ10メートルの方形のマスタバとして設計されたものが、建設中の相次ぐ計画変更で最終的に階段状のピラミッドの形態となったものである。